# Дивисмутид празеодима
Дивисмутид празеодима — бинарное неорганическое соединение
празеодима и висмута
с формулой PrBi2,
кристаллы.

## Получение
- Сплавление стехиометрических количеств чистых веществ:

{\displaystyle {\mathsf {Pr+2Bi\ {\xrightarrow {1500^{o}C}}\ PrBi_{2}}}}

## Физические свойства
Дивисмутид празеодима образует кристаллы
триклинной сингонии,
пространственная группа P 1,
параметры ячейки a = 0,65096 нм, b = 1,30172 нм, c = 1,182018 нм,
α = 91.48°, β = 102.92°, γ = 92,31°
структура типа дивисмутида церия CeBi2
.
Соединение образуется по перитектической реакции при температуре ≈1500°С.

## Химические свойства
- Разлагается при нагревании:

{\displaystyle {\mathsf {PrBi_{2}\ {\xrightarrow {>1500^{o}C}}\ PrBi+Bi}}}